# كهف شاندونغ
شاندونغ أو شان دونغ أو سون دونغ (Sơn Đoòng Cave) هو أكبر كهف في العالم. يقع في حديقة فونج نها كو بانغ الوطنية داخل مقاطعة كوانغ بنه في فيتنام بالقرب من الحدود مع لاوس. اكتشفه حطّاب فيتنامي بمحض الصدفة عام 1991، وأعاد فريق بريطاني اكتشافه عام 2009. يصل طول الكهف إلى 6,5 كلم، وعلى ارتفاع يصل 200 م، وعرض 150 م.

## الاستكشاف
تم العثور على الكهف من قبل رجل فيتنامي محلي يدعى «هو خان» Hồ Khanh عام 1991، عندما سمع صوت صفير الرياح وهدير مجرى المياه، ونظراً لوجود منحدر حاد امتنع السكان المحليين من دخول الكهف إلى أن أعيد اكتشافه عام 2009. أصبح الكهف معروفًا دوليًا بعد أن أجرت مجموعة من طاقم الجمعية البريطانية لأبحاث الكهوف بقيادة هاورد ليمبرت، دراسة استقصائية داخل الكهف في الفترة من 10 إلى 14 أبريل 2009، إلى أن توقفوا عن تقدمهم لاعتراضهم حائطاً كبيراً مغطى بالحجر الجيري بارتفاع 60 متر (200 قدم)، أُطلق عليه اسم «سور فيتنام العظيم». تم اجتياز السور عام 2010 حيث وصل طاقم الأبحاث إلى نهاية ممر الكهف.

## الوصف
تشّكل الكهف من الحجر الجيري الكربوني في العصر البرمي، كما أن الممر الرئيسي للكهف يعتبر أكبر ممر كهف معروف في العالم من حيث يصل حجمه - 38.4 × 106 متر مكعب (1.36 × 109 قدم مكعب)، وفقًا لما ذكره هوارد ليمبرت، ويبلغ طوله أكثر من 5 كيلومترات (3.1 ميل) وارتفاعه 200 متر (660 قدمًا) وعرضه 150 مترًا (490 قدمًا). يمتد الكهف لمسافة 9 كيلومترات تقريبًا (5.6 ميل) ويتخلله بالوعتان كبيرتان، وهي مناطق تواجد الأنهار التي فيها سقف الكهف. تسمح البالوعتان لأشعة الشمس بدخول أجزاء من الكهف، مما يساعد على نمو الأشجار وكذلك النباتات الأخرى.
بحلول منتصف عام 2019، أصبح من الواضح أن الكهف مرتبط بنهر يسمى هانج ثونج. وهذا ما يزيد من حجم الكهف الفعلي بأكثر من 1.6 مليون متر مكعب. يحتوي الكهف على بعضاً من أطول صواعد الكهوف المعروفة في العالم، والتي يصل طولها إلى 70 مترًا، خلف السور فيتنام العظيم، كما عثر على لآلئ الكهف بحجم كرات البيسبول، ويعدُّ حجمًا كبيرًا.

## الأنشطة السياحية
في أوائل أغسطس 2013، استكشفت أول مجموعة سياحية الكهف من خلال جولة سياحية بصحبة مرشدين، وبعد أن ذاع صيت الكهف، أصبح دخوله يحتاج إلى تصريح، ويتم توفير الجولات السياحية على أساس محدود، حيث تُوفر 1000 تصريح فقط لموسم 2019 و 2020، وتمتد جولات السياحة من فبراير إلى أغسطس، لأنه تتسبب الأمطار الغزيرة بعد هذه الفترة في ارتفاع منسوب الأنهار، مما يجعل دخول الكهف غير ممكنًا إلى حدٍ كبير. اعتبارًا من عام 2017، أصبحت شركة Oxalis Adventure Tours  هي الراعي الوحيد والمخول لدخول الكهف لأغراض السياحة فقط. وفي إطارالخطط التنموية لهذا الكهف، يجري النظر في بناء تلفريك عبر الكهف يبلغ طوله 10.5 كيلومتر (6.5 ميل)، ويكلّف ما بين 112 إلى 211 مليون دولار، فيما يعارض علماء البيئة هذا المشروع.

## اقرأ أيضا
- كهف لاسكو
- كهف كافيغليوني